# Palcapachylus peruvianus
Palcapachylus peruvianus is een hooiwagen uit de familie Gonyleptidae.